# Henk Eggermont
H.A. (Henk) Eggermont (22 november 1951 – Alkmaar, 22 december 2009) was een Nederlands politicus van de PvdA.
Eggermont was van 1990 tot 2004 lid van het gemeentebestuur van Alkmaar, als raadslid en 10 jaar als wethouder. Toen burgemeester Bandell in 2000 vertrok naar Dordrecht was Eggermont een half jaar waarnemend burgemeester. Op 1 januari 2004 werd Eggermont benoemd tot de burgemeester van Stede Broec. Hij stond op het punt om daar voor een tweede termijn van zes jaar benoemd te worden toen hij op 58-jarige leeftijd aan kanker overleed.